# NGC 2276-3c
NGC 2276-3c – ultraintensywne źródło rentgenowskie położone w jednym z ramion galaktyki NGC 2276, prawdopodobnie czarna dziura o masie pośredniej (IMBH).

## Charakterystyka
Odkrycie obiektu zostało ogłoszone w 2015. Obiekt został zbadany prawie równocześnie w zakresie promieniowania rentgenowskiego przez teleskop kosmiczny Chandra oraz w zakresie promieniowania radiowego przez sieć europejskich obserwatoriów interferometrii wielkobazowej. Masa obiektu wynosi około 50 tysięcy mas Słońca, położony jest w galaktyce NGC 2276 oddalonej o około 100 milionów lat świetlnych od Ziemi.
Masa obiektu jest charakterystyczna dla pośrednich czarnych dziur, ale ma on także cechy typowe dla supermasywnych czarnych dziur – emituje on bardzo silny radiowy dżet na odległość prawie 2000 lat świetlnych. Rejon kosmosu, przez który przebiega dżet obiektu nie zawiera żadnych młodych gwiazd, co silnie sugeruje, że oddziaływanie dżetu wyczyściło tę część kosmosu z gazów potrzebnych do ich powstania.
W obecnym stanie badań obiektu (2015) nie jest jasne, czy obiekt został sformowany wewnątrz galaktyki, w której się teraz znajduje, czy też pochodzi on z wnętrza galaktyki karłowatej, która w przeszłości została wchłonięta przez większą NGC 2276.